# Svalbarðseyri
Svalbarðseyri ist der Hauptort der Gemeinde Svalbarðsströnd im Nordosten von Island.
Am 1. Januar 2023 hatte der Ort 268 Einwohner.

## Geografie
Der Ort liegt am Ostufer des Eyjafjörður nördlich der Stadt Akureyri.
Östlich des Orts befindet sich die Vaðlaheiði sowie das bewaldete Fnjóskadalur.
Nördlich von Svalbarðseyri liegt die Passstraße Víkurskarð.
Bei Svalbarðseyri mündet der Fluss Ljótsstaðaá in den Eyjafjörður.

## Geschichte
Svalbarðseyri ist ein ehemaliger Handelsort: Islands erstes und ältestes Kaupfélag, eine Art Handelsgenossenschaft, der 1882 gegründete Kaupfélag Þingeyinga, begann sein Wirken 1885 im Ort.
Dem Ort wurde 1894 das Stadtrecht erteilt.
Norweger errichteten und betrieben um 1900 eine Heringssalzstation.

## Kultur und Sehenswürdigkeiten
Safnasafnið ("The Icelandic Folk and Outsider Art Museum") ist ein 1995 gegründetes Kunstmuseum in der Nähe des Orts.
Über 6.000 Kunstwerke sind hier ausgestellt, und jedes Jahr finden Sonderausstellungen statt.
Die Kirche des Orts, Svalbarðskirkja, wurde 1957 errichtet.
Ursprünglich stand in Salbarðseyri eine Holzkirche, die 1846 von Þorsteinn Daníelsson (1796–1882), einem der bedeutendsten Baumeister Nordislands, erbaut worden war.
In den 1950er Jahren erwies sie sich als zu klein, wurde abgetragen und in Akureyri unter dem Namen "Minjasafnskirkja" wieder aufgebaut und neu geweiht.

## Wirtschaft und Infrastruktur
In Svalbarðseyri gibt es eine Fleischverarbeitungsfabrik, eine Grundschule, ein Schwimmbad, Gästehäuser und einen kleinen Sportplatz.
Östlich des Orts verläuft der Grenivíkurvegur .
Bis 2018 war dieser Abschnitt  noch die Ringstraße .
Der Reykjavegur  zweigt ab und führt bis in den Ort.
Ein kleiner, orangefarbener Leuchtturm (Svalbarðseyrarviti) befindet sich im Ort am Ufer des Eyjafjörður.